# Vladímir Vyacheslávovich Malyávin

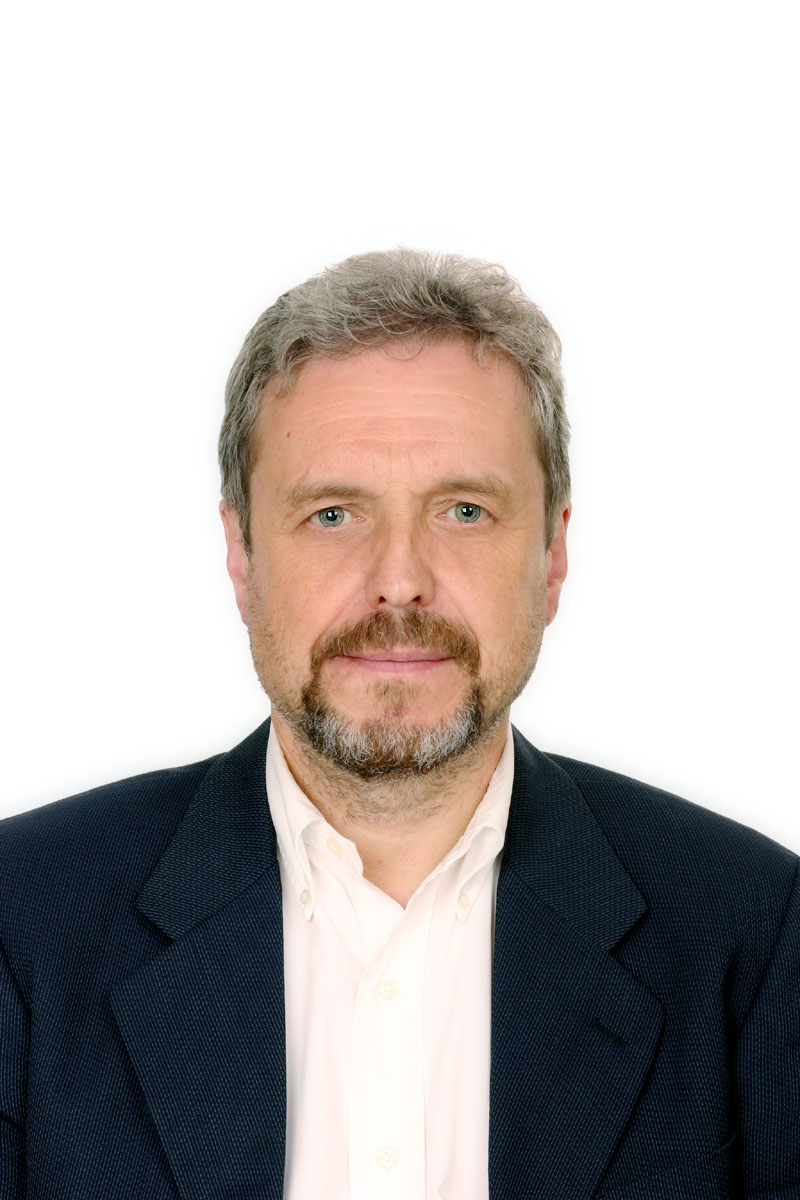
Vladímir Vyacheslávovich Malyávin, 2010

Wladimir Wjatscheslawowitsch Maljawin (russisch Малявин, Владимир Вячеславович; * 13. September 1950 in Moskau, RSFSR, UdSSR) ist ein sowjetisch-russischer Sinologe, Doktor der Geschichtswissenschaften (1988) und Professor. Er lehrte am Institut für Länder Asiens und Afrikas der Lomonossow-Universität Moskau, arbeitete am Institut für Ethnographie der Russischen Akademie der Wissenschaften und ist derzeit (Stand 2011) Professor am Institut für Europastudien der Tamkang-Universität (Taiwan) (früher Institut für Russlandstudien der Tamkang-Universität) sowie Mitarbeiter des Internationalen Radios von Taiwan.
Seine Hauptforschungen widmen sich der chinesischen Philosophie (vor allem dem Daoismus) sowie der Geschichte der alten und mittelalterlichen chinesischen Kultur. Er ist Übersetzer vieler chinesischer Klassiker, darunter „Zhuangzi“, „Liezi“, „Daodejing“ und andere. Autor von über 30 Büchern und Hunderten von Artikeln, darunter grundlegende Werke wie „Konfuzius“ (1992), „Die Dämmerung des Dao. Chinas Kultur an der Schwelle zur Neuzeit“, „Die chinesische Zivilisation“ (2000) sowie eine Reihe von Gemeinschaftsmonografien zur ethnischen Geschichte Chinas. Er ist einer der Autoren der „Großen Russischen Enzyklopädie“.

## Biografie
Wladimir Wjatscheslawowitsch Maljavin wurde am 13. September 1950 in Moskau in einer einfachen, gebildeten Familie von Angestellten geboren. Seine Eltern waren Chemiker und hofften, dass ihr Sohn ebenfalls eine wissenschaftliche Laufbahn einschlagen würde. Rückblickend beschrieb Maljavin seine Entscheidung für die Sinologie wie folgt: „Wohin sollte ein junger Mensch, der Wissenschaftler werden wollte, Mitte der 1960er Jahre gehen? Es gab damals kaum Orte, an denen man wirklich lernen und eine ruhige Wissenschaftlerlaufbahn finden konnte. Philosophie? Nein, die war ganz mit marxistisch-leninistischen Angelegenheiten beschäftigt, Geschichte ebenfalls … So entschied ich mich für die Ostasienwissenschaften, zumal dies eine Eliteausbildung war, und natürlich wollte ich zumindest ein bisschen Karriere machen.“
1967 bewarb sich Maljavin für das japanische Fach am Institut für Orientalische Sprachen, konnte jedoch aufgrund fehlender Plätze nicht aufgenommen werden. Ohne großes Bedauern begann er stattdessen ein Studium im chinesischen Fachbereich. Nach seinem Abschluss im Jahr 1972 absolvierte er ein einjähriges Praktikum in Singapur an der Nanyang-Universität (die heute nicht mehr existiert), da Reisen nach China oder Taiwan damals nicht möglich waren. Neben Chinesisch beherrschte Maljavin bereits vor diesem Praktikum fließend Englisch, Französisch, Deutsch und Japanisch.
In den folgenden 14 Jahren lehrte Maljavin an der Lomonossow-Universität Moskau (MGU). Er hielt Vorlesungen zu einem Dutzend Themen, veröffentlichte über zehn Bücher über die Geschichte, Philosophie, Kunst, Religion der Länder Ostasiens sowie zur Typologie der Weltkultur. 1977 verteidigte er seine Kandidatendissertation zum Thema „Starke Häuser in China im 3. Jahrhundert n. Chr.“. 1982 absolvierte er ein weiteres Praktikum an der Tōkai-Universität in Japan.
Später wechselte Maljavin in die Akademie der Wissenschaften, wo er zunächst am Institut für Ethnographie tätig war und anschließend am Institut für den Fernen Osten sowie am Institut für den Menschen arbeitete. „Ich war einfach vom Unterrichten erschöpft“, gab er zu. 1988 verteidigte er seine Doktorarbeit an der MGU, die sich mit der Ideologie im frühmittelalterlichen China beschäftigte. Im selben Jahr reiste er erstmals nach China zu einem Forschungsaufenthalt an der Pädagogischen Universität Peking, wo er an der Abteilung für Volksliteratur und Volksreligion arbeitete. Er verließ Peking Mitte Mai 1989, kurz vor den Ereignissen auf dem Tian’anmen-Platz.
Ab 1992 forschte und lehrte Maljavin in verschiedenen Ländern, darunter Japan, China, die USA und Frankreich. Seit 2011 ist er Professor am Institut für Europäische Studien der Tamkang-Universität in Taiwan. 2011 wurde er als 15. Ausländer für besondere Verdienste mit einem dauerhaften Ehrenaufenthalt in Taiwan ausgezeichnet.

## Forschung
In einem Interview antwortete Maljavin auf die Frage nach dem Hauptthema seiner wissenschaftlichen Forschungen:

„„Chinesische Weisheit. Das ist alles. Was verbirgt sich tief im Inneren der chinesischen Seele, wie antworten die Chinesen auf diese fundamentalen Fragen des Lebens – der Sinn des Lebens, warum der Mensch lebt, wie er leben sollte. Nicht mehr und nicht weniger... Einerseits mache ich Übersetzungen und Kommentare zu Übersetzungen, forsche über diese Übersetzungen. Andererseits schreibe ich publizistische Werke. Es sind sehr unterschiedliche Genres, aber sie überschneiden sich im Raum meiner Seele.““

Zu Beginn seiner wissenschaftlichen Karriere arbeitete Vladimir Wjatscheslawowitsch traditionell mit Quellen und Archiven, doch im Laufe der Zeit entfernte er sich zunehmend vom bloßen Beschreiben von Fakten hin zum Eindringen hinter die Fakten. Zunehmend rückten spirituelle Praktiken, traditionelle Ästhetik und Anthropologie in den Fokus seiner wissenschaftlichen Interessen. Parallel zu seiner wissenschaftlichen Arbeit begann er in den 1990er Jahren mit der Übersetzung und Kommentierung altchinesischer Texte. Über seine Übersetzungserfahrungen sagte der Wissenschaftler: „[Ich] möchte hinter die eigentliche Semantik des Textes vordringen, in die Tiefe des Erlebnisses, das dieser Text hervorgebracht hat. Viele Wissenschaftler, besonders in China, beschränken sich auf die Analyse der Schriftzeichen oder auf Vorschläge, welches Schriftzeichen wohin verschoben oder durch ein anderes ersetzt werden soll usw. … Ich möchte zum Erlebnis, zur Tiefe, zum Abgrund dieser Bedeutung gelangen.“ Maljavin trat als Übersetzer von daoistischen Texten („Zhuangzi“, „Laozi“, „Lezi“, „Guanyinzi“) und militär-strategischen Kanonwerken („Sunzi“, neu gefundene Texte von Sun Bin, das Buch „Hundert Kapitel des militärischen Kanons“ von Jie Xuan, Schriften zu Management, Verwaltung, politischer Philosophie und sogar diplomatisch-strategischem Denken wie „Gui Guzi“) sowie literarisch-philosophischen Werken auf, insbesondere klassische Werke der Aphoristik des Spätmittelalters: „Der Geschmack der Wurzeln“ (Cai Gen Tan), „Durchsichtige Schatten der Träume“ (Yu Meng Yin), viele klassische Essays über chinesische Kunst und mehr.
Die kritische Analyse von Maljavins Arbeiten durch A. I. Kobzew und S. I. Blümchen ist in einem Artikel von Kobzew (S. 499–517) sowie in der Rezension von A. L. Gomulin (S. 589) zum Kapitel „Daoismus“ im zweiten Band der zehnbändigen „Geschichte Chinas“ zu finden. Eine polemische Antwort von Maljavin ist auf seiner Webseite „Sredotochie“ veröffentlicht.

## Bibliographie

### Forschung
- Starke Häuser und ideologischer Kampf in China im 2.-3. Jahrhundert. Zusammenfassung der Dissertation zum Thema „Kulturgeschichte“. Moskau, MSU. 1976.
- Zhuan Ji. Über das Leben und Werk des chinesischen Dichters und Denkers Zhuan Ji. – Moskau: Nauka, 1978. – 167 S. – (Schriftsteller und Wissenschaftler des Ostens). – 10.000 Exemplare.
- Der Untergang des alten Reiches. – Moskau: Nauka, 1983. – 225 S. – 4600 Exemplare.
- Das Reich der Gelehrten. – 2. Aufl., überarbeitet. – Moskau: Europa, 2007. – 378 S.
- Zhuangzi. – Moskau: Nauka, 1985. – 309 S. – (Schriftsteller und Wissenschaftler des Ostens). – 8750 Exemplare.
- Traditionelle Ästhetik in den Ländern des Fernen Ostens. – Moskau: Znanie, 1987. – 62 S. – (Neuigkeiten aus dem Leben, der Wissenschaft und Technik). – 95.000 Exemplare.
- Die Entstehung der früh-feudalen Ideologie in China. Zusammenfassung der Dissertation Dr. phil. Moskau, MSU. 1987.
- Autor von Einzelkapiteln in 4 Büchern der 6-bändigen Studie „Chinesisches Ethnos“ (Mitautor M. V. Kryukov).
- Konfuzius. – Moskau: Molodaya Gvardiya, 1992. – 335 S. – (Leben bemerkenswerter Menschen). – 150.000 Exemplare.
- Die Tradition der „inneren Schulen“ des Wushu. – Moskau, 1993. – 103 S.
- China im 16.-17. Jahrhundert: Tradition und Kultur. – Moskau: Iskusstvo, 1995. – 287 S. – (Epochen, Alltag, Kunst). – 5000 Exemplare.
- Bagua Zhang, oder Die Hand der acht Trigramme: Die klassische Schule des chinesischen Wushu. – Moskau: Belye Al’vy, 1996. – 206 S. – 2000 Exemplare.
- Blitz im Herzen. (Buch der Erleuchtung: Spirituelles Erwachen in der chinesischen Tradition). – Moskau: Natalis, 1997. – 364 S.
- Dämmerung des Dao: Die Kultur Chinas am Vorabend der Neuzeit. – Moskau: Design, 2000. – 436 S.
- Chinesische Zivilisation. – Moskau: Astrel, 2000. – 627 S.
- Verwaltetes China: Der altbewährte Managementstil. – Moskau: Europa, 2005. – 303 S. – (Formen der Herrschaft).
- Ost, West und Russland. Artikel. – Moskau: Expert, 2005. – 320 S.
- Das Alltagsleben in China in der Ming-Dynastie. – Moskau: Molodaya Gvardiya, 2008. – 496 S.
- Mittelpunkt. Ausgewählte Essays, Berichte, Interviews, Rezensionen. – Ivanovo: Roscha Akademii, 2011. – 623 S.
- Taijiquan. Klassische Texte, Prinzipien, Fertigkeiten. – Moskau: Knorus, 2011. – 528 S. – 3000 Exemplare.
- Blumen im Nebel: Ein Blick auf Asien. – GUP Akademizdatcentr „Nauka“ RAN, 2012. – 382 S. – 1000 Exemplare.
- Der chinesische Ethos oder Das Geschenk der Ruhe. – Ivanovo: Verlag „Roscha“, 2016.

### Übersetzungen
- Aphorismen des alten China — Moskau: Nauka, 1988. — 190 Seiten.
- Blumen der chinesischen Weisheit: Glück, Gesundheit, Freude / zusammengestellt von V. Malyavin, B. Vinogradsky — Orel: Kniga, 1992. — 112 Seiten. — 50.000 Exemplare.
- Anthologie der daoistischen Philosophie / zusammengestellt von V. V. Malyavin, B. B. Vinogradsky — Moskau: Komarov und Co., 1994. — 446 Seiten. — 30.000 Exemplare.
- Zhuangzi. Laozi — Moskau: Mysl, 1995. — Bd. 123. — 440 Seiten. — (Philosophisches Erbe). — 7.000 Exemplare.
- Konfuzius (Sammlung der Sprüche von Konfuzius und Texte der Konfuzianischen Erziehungsgedanken) / zusammengestellt von V. V. Malyavin — Moskau: Amonashvili, 1996. — 175 Seiten. — (Anthologie der humanen Pädagogik). — 20.000 Exemplare.
- Chen Kaigo, Zhen Shunchao. Der Aufstieg zum Dao: Sammlung / zusammengestellt und übersetzt von V. V. Malyavin. — Moskau: Natalis, 1997. — 399 Seiten.
- Das Buch der weisen Freuden / zusammengestellt von V. V. Malyavin. — Moskau: Natalis, 1997. — 430 Seiten. — (Ostasiatische Arabesken).
- Das Buch der Erkenntnisse: Sammlung von Forschungen und Übersetzungen / zusammengestellt von V. V. Malyavin. — Moskau: Natalis, 1997. — 448 Seiten. — (Ostasiatische Arabesken). — 10.000 Exemplare.
- Sechsunddreißig Strategeme: Chinesische Geheimnisse des Erfolgs / Übersetzung von V. V. Malyavin. — Moskau: Weiße Alben, 1997. — 188 Seiten. — 3.000 Exemplare.
- Die chinesische Wissenschaft der Strategie / Übersetzung von V. V. Malyavin. — Moskau: Weiße Alben, 1999. — 414 Seiten.
- Das Buch der Reisen / Übersetzung von V. V. Malyavin. — Moskau: Natalis, 2000. — 399 Seiten. — (Ostasiatische Arabesken).
- Zhuangzi: Daoistische Kanons / Übersetzung, Einführung und Kommentare von V. V. Malyavin. — Moskau: Astrel, 2002. — 432 Seiten.
- Dao-De Jing, Laozi, Guanzi. Daoistische Kanons / Übersetzung, Einführung und Kommentare von V. V. Malyavin — Moskau: Astrel, 2002. — 544 Seiten. — (Chinesische Klassiker: Neue Übersetzungen, neuer Blick). — 5.000 Exemplare.
- Chinesische Militärstrategie / zusammengestellt von V. V. Malyavin — Moskau: Astrel, 2002. — 432 Seiten. — (Chinesische Klassiker: Neue Übersetzungen, neuer Blick). — 5.000 Exemplare.
- Kampfkunst: China, Japan / zusammengestellt von V. V. Malyavin — Moskau: AST, Astrel, 2004. — 416 Seiten. — (Chinesische Klassiker: Neue Übersetzungen, neuer Blick). — 5.000 Exemplare.
- China. Enzyklopädie der Liebe — Moskau: AST, 2004. — 432 Seiten.
- Chinesische Kunst. Prinzipien. Schulen. Meister / zusammengestellt und übersetzt von V. V. Malyavin — Moskau: Astrel-AST, 2004. — 432 Seiten. — 5.000 Exemplare.
- Spirituelle Erfahrung Chinas / zusammengestellt und übersetzt von V. V. Malyavin — Moskau: Astrel-AST, 2006. — 400 Seiten. — (Chinesische Klassiker: Neue Übersetzungen, neuer Blick). — 5.000 Exemplare.
- Laozi. Dao-De Jing. Buch des Weges des Lebens / zusammengestellt und übersetzt von V. V. Malyavin. — Moskau: Feoria, 2006. — 704 Seiten. — (Baum). — 1.500 Exemplare.
- Jie Xuan. Der Militärkanon in hundert Kapiteln / Einführende Artikel, Übersetzung und Kommentare von V. V. Malyavin. — Moskau: Verlag „Europa“, 2011. — 176 Seiten.
- Daoistische Kanons. Philosophische Prosa. Buch 1. Laozi. Guan Yinzi. Liu Yimin. Klage über den Weg. / Übersetzung, Anmerkungen und Einleitung von V. V. Malyavin — Ivanovo: Verlag „Roscha“, 2017.
- Daoistische Kanons. Philosophische Prosa. Buch 2. Teil 1. „Zhuangzi“. Innerer Teil. / Übersetzung, Kommentare und Einleitung von V. V. Malyavin — Ivanovo: Verlag „Roscha“, 2017.
- Daoistische Kanons. Philosophische Prosa. Buch 2. Teil 2. „Zhuangzi“. Äußere Abteilung. Gemischte Abteilung. / Übersetzung und Kommentare von V. V. Malyavin — Ivanovo: Verlag „Roscha“, 2017.